# 元老院 (カンボジア)
元老院（げんろういん、クメール語: ព្រឹទ្ធសភានៃព្រះរាជាណាចក្រកម្ពុជា）は、カンボジア王国の議会（上院）。議長は同国前首相であるフン・セン（カンボジア人民党）。

## 概要
- 任期：6年
- 定数：62
- 選挙制度：

58 ‐ 国民議会（125）と地方評議会（自治体。町及び地区の議会）議員（11,261）による間接選挙
4 ‐ 国王と国民議会の任命（各2）

### 役員
- 議長 - フン・セン（カンボジア人民党）
- 第一副議長 - オウチ・ボリス（カンボジア人民党）[1]
- 第二副議長 - トゥン・ヴァタナ（カンボジア人民党）

## 権限
国民議会が可決した法律案を元老院が、1月以内に議決しない場合又は否決した後に国民議会で再び過半数の賛成により可決した場合、法律は成立する。そのため、元老院は1月以内に法案の修正を発議する機能しかない。

## 会派・議席
- カンボジア人民党 ‐ 55
- クメール意志党（英語版） ‐ 3
- 任命枠 ‐ 4（うち国王任命枠が人民党 (2)、無所属　(2)）

※第4回カンボジア元老院選挙（2024年2月25日施行）の結果

## 選挙
第1回
1999年3月25日施行
第2回
2006年1月22日施行
第3回
2012年1月29日施行
第4回
2018年2月25日施行
第5回
2024年2月25日施行